# Objetivo biológico
Un objetivo biológico o  diana biológica es cualquier cosa dentro de un organismo vivo al que se dirige y/o se une alguna otra entidad (como un ligando endógeno o un fármaco), lo que produce un cambio en su comportamiento o función. Ejemplos de clases comunes de dianas biológicas son proteínas y ácidos nucleicos. La definición es dependiente del contexto, y puede referirse a la diana biológica de una droga o compuesto químico farmacológicamente activo, el objetivo receptor de una hormona (como la insulina), o algún otro objetivo de un estímulo externo. Las dianas biológicas son más comúnmente proteínas tales como enzimas, canales iónicos y receptores. 

## Mecanismo
El estímulo externo (es decir, el fármaco o el ligando) se une físicamente a la diana biológica. 

La interacción entre la sustancia y el objetivo puede ser: 
- no covalente: una interacción relativamente débil entre el estímulo y el objetivo donde no se forma un enlace químico entre los dos socios que interactúan y, por lo tanto, la interacción es completamente reversible.
- covalente reversible: se produce una reacción química entre el estímulo y el objetivo en el que el estímulo se une químicamente al objetivo, pero también ocurre fácilmente la reacción inversa en la que se puede romper el enlace.
- covalente irreversible: el estímulo está permanentemente unido al objetivo a través de la formación de enlaces químicos irreversibles.

Dependiendo de la naturaleza del estímulo, puede ocurrir lo siguiente:
- No hay un cambio directo en el objetivo biológico, pero la unión de la sustancia evita que otras sustancias endógenas (como las hormonas activadoras) se unan al objetivo. Dependiendo de la naturaleza del objetivo, este efecto se denomina antagonismo del receptor, inhibición de la enzima o bloqueo del canal iónico.

- Un cambio conformacional en el objetivo es inducido por el estímulo que resulta en un cambio en la función del objetivo. Este cambio en la función puede imitar el efecto de la sustancia endógena, en cuyo caso el efecto se denomina agonismo del receptor (o activación del canal) o puede ser lo contrario de la sustancia endógena, que en el caso de los receptores se denomina agonismo inverso.

## Objetivos de drogas
El término "blanco biológico" se usa con frecuencia en la investigación farmacéutica para describir la proteína nativa en el cuerpo cuya actividad es modificada por un medicamento que produce un efecto específico, que puede ser un efecto terapéutico deseable o un efecto adverso no deseado. En este contexto, el objetivo biológico a menudo se conoce como un objetivo farmacológico. Los objetivos farmacológicos más comunes de los medicamentos comercializados actualmente incluyen:
- Proteínas 
  - receptores acoplados a proteínas G (objetivo del 50% de los fármacos)[7]
  - enzimas (especialmente proteínas quinasas, proteasas, esterasas y fosfatasas)
  - Canales de iones 
    - canales iónicos activados por ligando
    - Canales iónicos dependientes de voltaje

  - receptores de hormonas nucleares
  - proteínas estructurales como la tubulina
  - Proteínas de transporte de membrana
- Ácidos nucleicos

## Identificación de objetivos de drogas
Identificar el origen biológico de una enfermedad y los posibles objetivos de intervención es el primer paso en el descubrimiento de un medicamento mediante el enfoque de farmacología inversa. Los posibles objetivos farmacológicos no son necesariamente causantes de enfermedades, pero deben ser, por definición, modificadores de la enfermedad. Un medio alternativo para identificar nuevas dianas farmacológicas es la farmacología avanzada basada en la selección fenotípica para identificar ligandos "huérfanos"  cuyas dianas se identifican posteriormente mediante la desconvolución de dianas.

## Bases de datos
Bases de datos que contienen información de dianas biológicas: 
- Base de datos de objetivos terapéuticos (TTD)
- DrugBank
- Binding DB

## Ecología de la conservación
Estos objetivos biológicos se conservan en todas las especies, lo que hace que la contaminación farmacéutica del medio ambiente sea un peligro para las especies que poseen los mismos objetivos. Por ejemplo, se ha demostrado que el estrógeno sintético en los anticonceptivos humanos, 17-R-etinilestradiol, aumenta la feminización de los peces aguas abajo de las plantas de tratamiento de aguas residuales, lo que desequilibra la reproducción y crea una presión selectiva adicional sobre la supervivencia de los peces. Los productos farmacéuticos generalmente se encuentran en ng / L a concentraciones menores de µg / L en el medio ambiente acuático. Los efectos adversos pueden ocurrir en especies no objetivo como consecuencia de interacciones específicas de medicamentos específicos. Por lo tanto, es probable que los objetivos farmacológicos evolutivamente bien conservados se asocien con un mayor riesgo de efectos farmacológicos no específicos.